# Отеро, София
София Отеро Лабрадор (баск. Sofia Otero Labrador; родилась в 2014) — испанская актриса баскского происхождения. Известна в первую очередь благодаря роли Коко в фильме 2023 года «20 тысяч разновидностей пчёл» режиссёра Эстибалис Урресолы Солагурен, за которую она получила приз «Серебряный медведь» за лучшую роль на 73-м Берлинском кинофестивале . 9-летняя Отеро стала самой юной обладательницей этой награды в истории.